# Jan Caramuel z Lobkovic
Jan Caramuel z Lobkovic (španělsky a německy Juan Caramuel y Lobkowitz, někdy psán jako Ioannes Caramuel y Lobkowitz, (23. května 1606, Madrid – 8. září 1682, Vigevano) byl španělský teolog, logik, filosof, válečník, učenec, spisovatel, básník, prelát, biskup a diplomat, člen cisterciáckého řádu.

## Život
Jan Caramuel byl syn hraběte Vavřince Caramuela a Kateřiny z Lobkovic, potomka českého šlechtického rodu. Studoval filosofii v Alcalá de Henares a teologii v Salamance. Roku 1630 byl jmenován profesorem teologie v Alcalá, kde se naučil mnoha jazykům včetně čínštiny, od roku 1632 byl profesorem v Lovani, kde napsal své první dílo o správném psaní (Steganographica, ars orthographica). Když roku 1635 vpadlo do Nizozemí francouzské vojsko, podílel se na obraně měst a hájil i nároky španělského krále. Jako vynikající kazatel byl jmenován opatem v Dissenberku ve Falci a roku 1640 v Melrose ve Skotsku, ale už roku 1642 se stal pomocným biskupem v Mohuči.
Roku 1644 se těchto úřadů vzdal, sloužil ve vojsku jako inženýr a roku 1645 se stal španělským vyslancem ve Vídni. V letech 1647-1662 byl opatem benediktinských klášterů ve Vídni a Na Slovanech v Praze a roku 1648 se podstatně podílel na obraně Prahy. Roku 1650 byl jmenován generálním vikářem a vrchním dozorcem duchovenstva v Čechách. Od roku 1654 jednal o zřízení biskupství v Hradci Králové a roku 1657 jej Ferdinand III. jmenoval biskupem hradeckým. Jeho nástupce Leopold I. však váhal (snad proto, že Caramuel byl odpůrcem jezuitů.) a roku 1659 se hradeckého biskupství vzdal a odstěhoval se do Itálie, kde žil nejprve v Benátkách, v Campagna a od roku 1673 byl biskupem ve Vigevanu u Milána, kde také zemřel.

## Myšlení a dílo
Jan Caramuel byl typický polyhistor, všestranný autor, který vydal latinsky a španělsky přes 50 spisů. Psal o matematice, fyzice, hudbě a jazycích, o logice, filosofii, teologii a právu i o vojenských technikách. Vydal spisy o kyvadlech a slunečních hodinách, o volném pádu, o drahách planet, o akustice a hudbě a velkou encyklopedii matematiky a fyziky Mathesis biceps (Nauka dvouhlavá), z níž však vyšly jen dva díly (1670). Ve svých filosofických spisech se věnoval zejména logice a metafysice a patřil k nejvýznamnějším představitelům tzv. druhé nebo též nové scholastiky (nezaměňovat s novotomismem 19. století). Vydal také několik svazků různých polemik a řešení obtížných otázek teologických i matematických a knihu o válečném umění ve španělštině (Arte militar).

## Tištěná díla

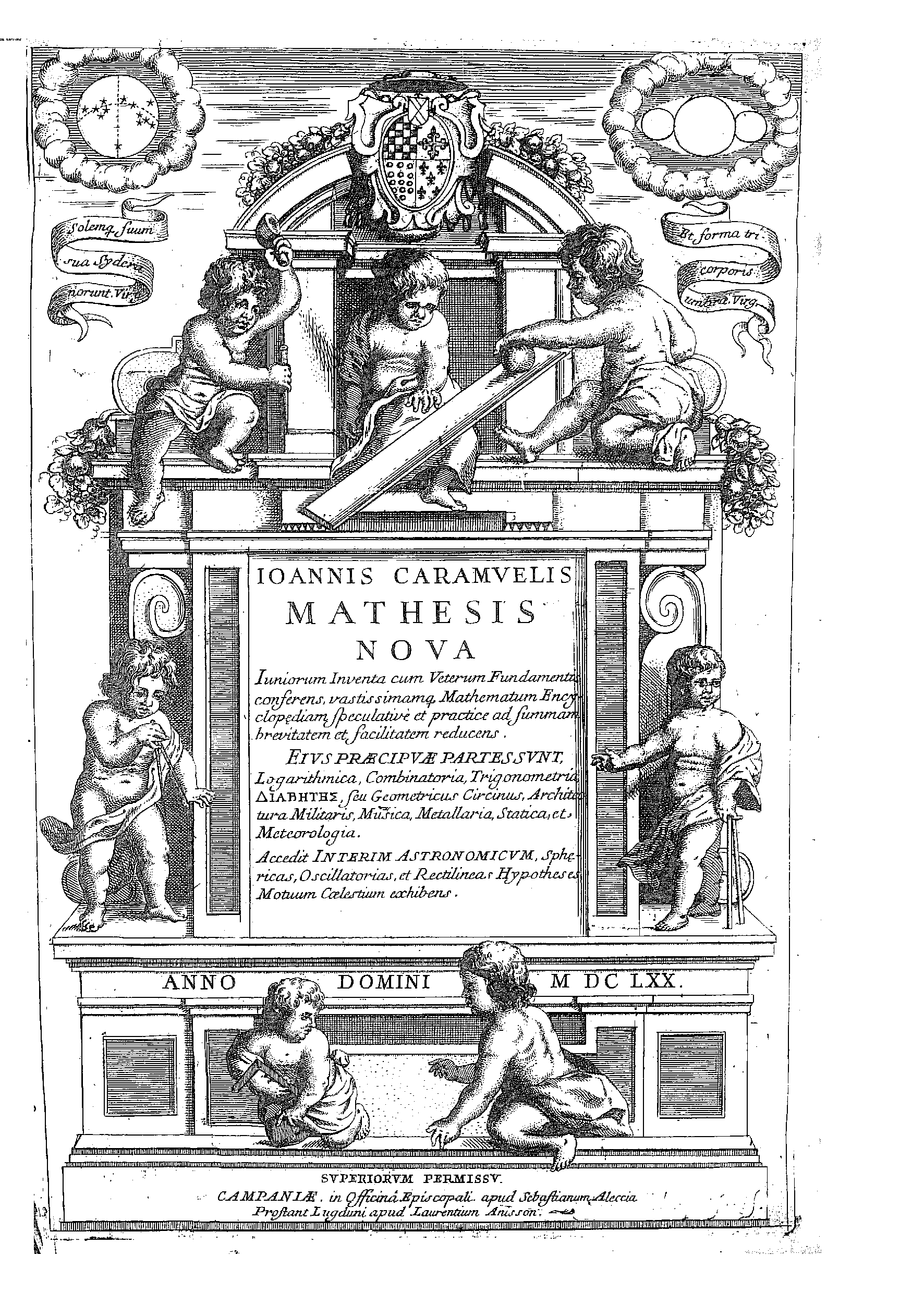
Mathesis nova, 1670

- Philippus Prudens („Filip Moudrý“), Antverpy, 1639.
- Respuesta al Manifiesto del Reyno de Portugal („Odpověď na prohlášení portugalského krále“), Antverpy, 1641.
- De novem sideribus circa Jovem visis („O devíti hvězdách, pozorovaných v okolí Jupitera“), Lovaň 1643.
- Nova Musica. Ut, Re, Mi, Fa, Sol, La, Bi („Nová hudba: Do, Re, ....“), Vídeň, 1645.
- Rationalis et realis philosophia („Racionální a reální filosofie“), Lovaň 1642.
- Arte militar („Válečné umění“), Praha 1648.
- Theologia moralis fundamentalis, praeterintentionalis, decalogica, sacramentalis, canonica, regularis, civilis, militaris („Základy morální filosofie“), Frankfurt, 1652-1653.
- Metalogica, Frankfurt, 1654.
- Theologia rationalis („Racionální teologie“), Frankfurt, 1654-1655.
- Theologia moralis fundamentalis, 2. vyd., Řím, 1656.
- Mathesis biceps, vetus et nova („Nauka dvouhlavá, stará a nová“), Campagna – Lyon, 1670.
- Architectura civil recta y obliqua („Občanská architektura, pravoúhlá i šikmá“), Vigevano, 1678.

### Reference

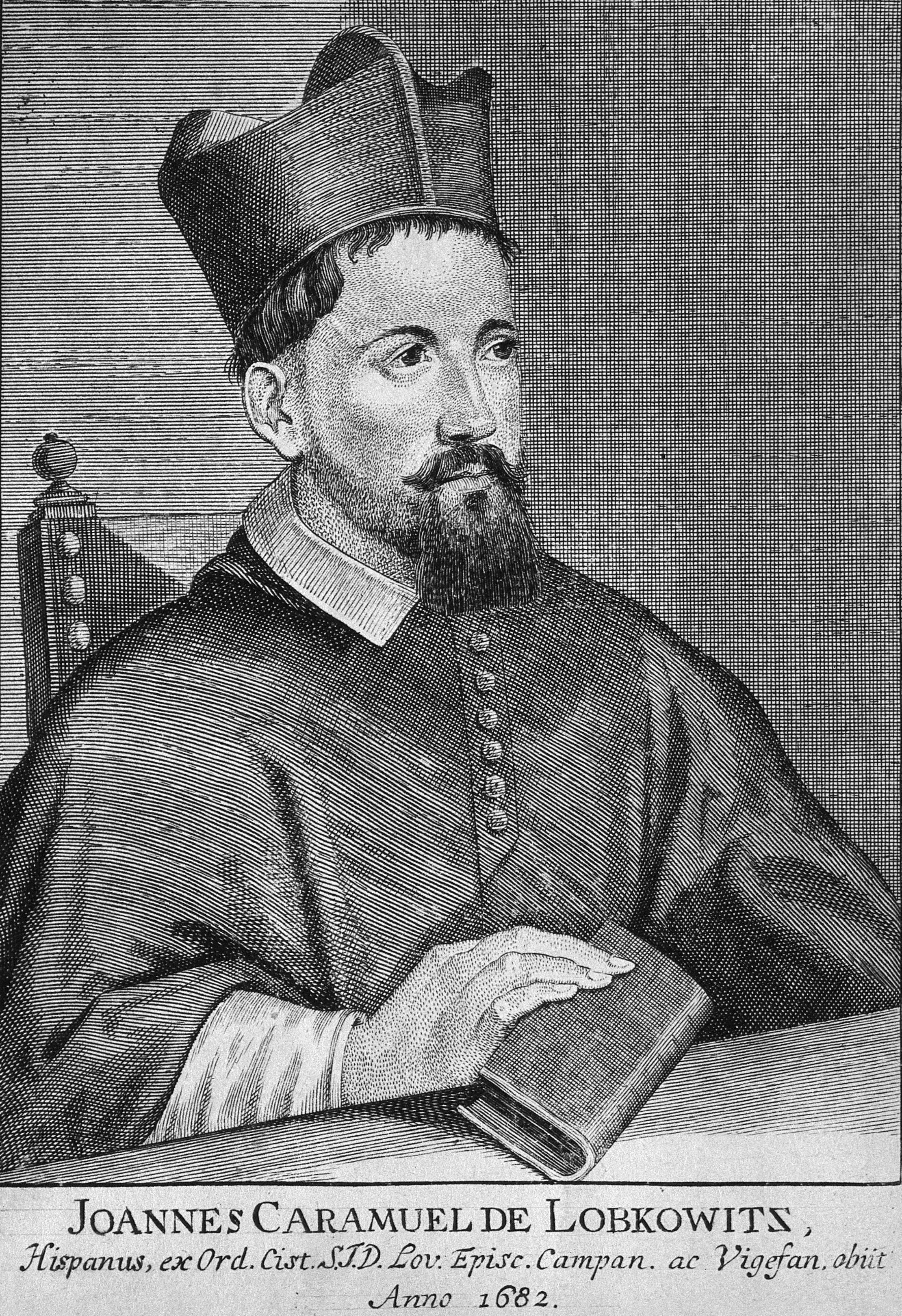
Jan Caramuel z Lobkovic